# Berďanský rajón
Berďanský rajón (ukrajinsky Бердянський район) je rajón v Záporožské oblasti na Ukrajině. Hlavním městem je Berďansk a rajón má přibližně 176 tisíc obyvatel. Od počátku ruské invaze na Ukrajinu je rajón okupován Ruskou federací.

## Města v rajónu
- Berďansk
- Prymorsk